# Johann Georg Graevius

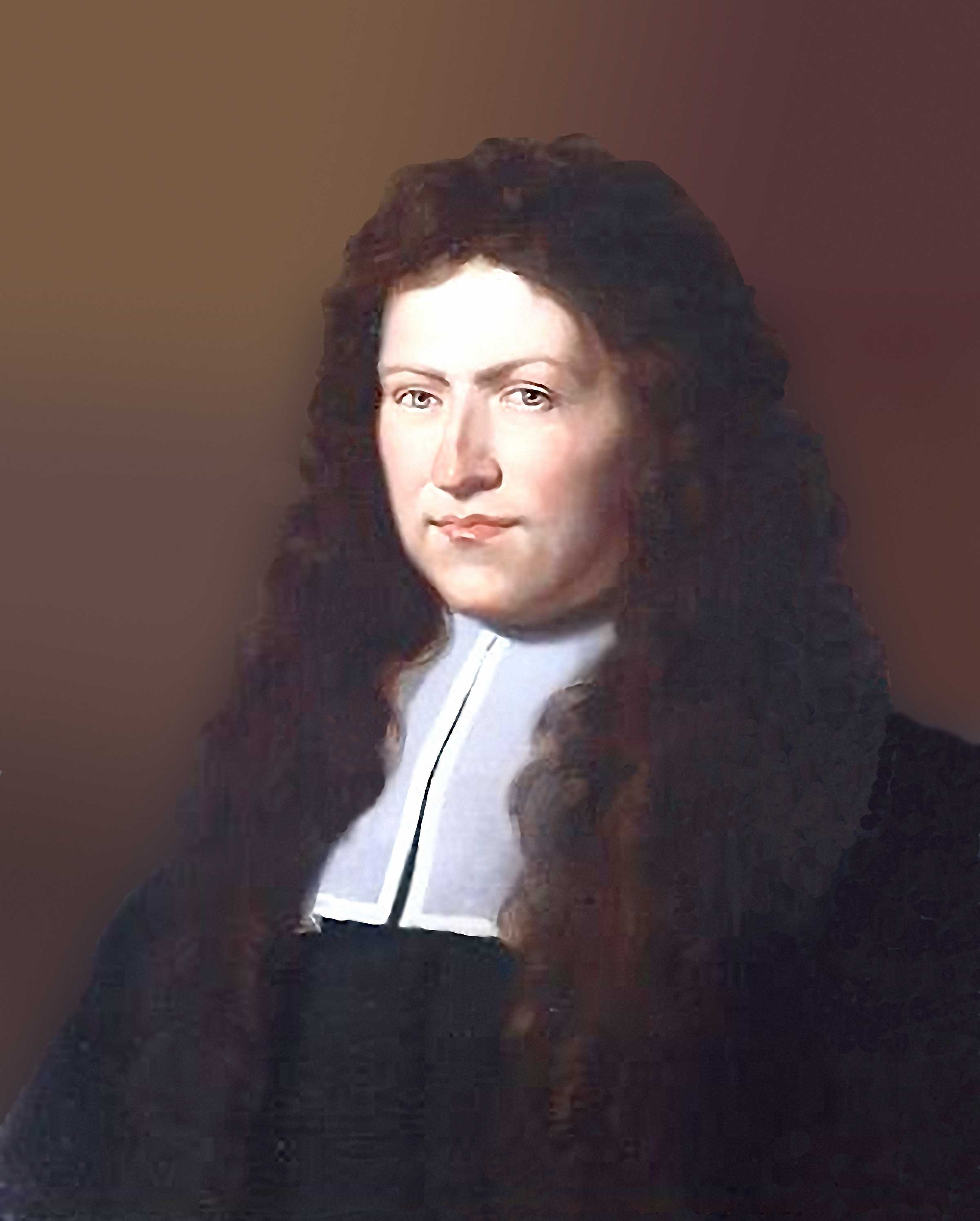
Johann Georg Graevius

Johann Georg Graevius (latinisiert aus Grava oder Greffe) (* 29. Januar 1632 in Naumburg (Saale); † 11. Januar 1703 in Utrecht) war ein deutscher  Klassischer Philologe und Textkritiker.

## Leben
Ursprünglich als Jurist vorgesehen, machte er bei einem Besuch in Deventer die Bekanntschaft von Johann Friedrich Gronovius, unter dessen Einfluss er die Rechtswissenschaft verließ und zur Philologie wechselte. Er beendete seine Studien bei Daniel Heinsius an der Universität Leiden und bei den protestantischen Theologen Alexander Morus und David Blondel in Amsterdam.
Während seines Aufenthalts in Amsterdam konvertierte er – jetzt unter Blondels Einfluss – vom Luthertum zur Reformierten Kirche; 1656 wurde er von Kurfürst Friedrich Wilhelm von Brandenburg auf den Lehrstuhl für Rhetorik an der Universität Duisburg berufen. Zwei Jahre später wurde er – auf Empfehlung von Gronovius – auf den Lehrstuhl von Gronovius am Gymnasium in Deventer berufen; 1662 wurde er an die Universität Utrecht versetzt, wo er erst den Lehrstuhl für Rhetorik erhielt, 1667 dann den für Geschichte und Politik, den er bis zu seinem Tod innehatte.
Graevius genoss einen sehr guten Ruf als Lehrer, sein Vorlesungsraum war von Studenten überlaufen, viele von ihnen aus vornehmer Familie und aus allen Teilen der Welt. Er wurde von König Ludwig XIV. von Frankreich geehrt und genoss die besondere Gunst von König Wilhelm III. von England, der ihn zum königlichen Geschichtsschreiber machte. Zudem beteiligte er sich an den organisatorischen Aufgaben der Utrechter Hochschule und war in den Jahren 1667/68, 1680/81, 1690/91 sowie 1700/01 Rektor der Alma Mater.
Seine beiden wichtigsten Werke sind der Thesaurus antiquitatum Romanarum (1694–1699, in 12 Bänden), und der Thesaurus antiquitatum et historiarum Italiae, der nach seinem Tod veröffentlicht und von Pieter Burman dem Älteren fortgeführt wurde (1704–1725). Seine Ausgaben der Klassiker, obwohl sie einen deutlichen Fortschritt in der Forschung markieren, sind heute weitgehend veraltet. Darunter fallen: Hesiod (1667), Lucianus, Pseudosophisla (1668), Junianus Justinus, Historiae Philippicae (1669), Suetonius (1672), Catullus, Tibullus et Propertius (1680) sowie verschiedene Werke Ciceros – seine beste Arbeit.

## Schriften (Auswahl)

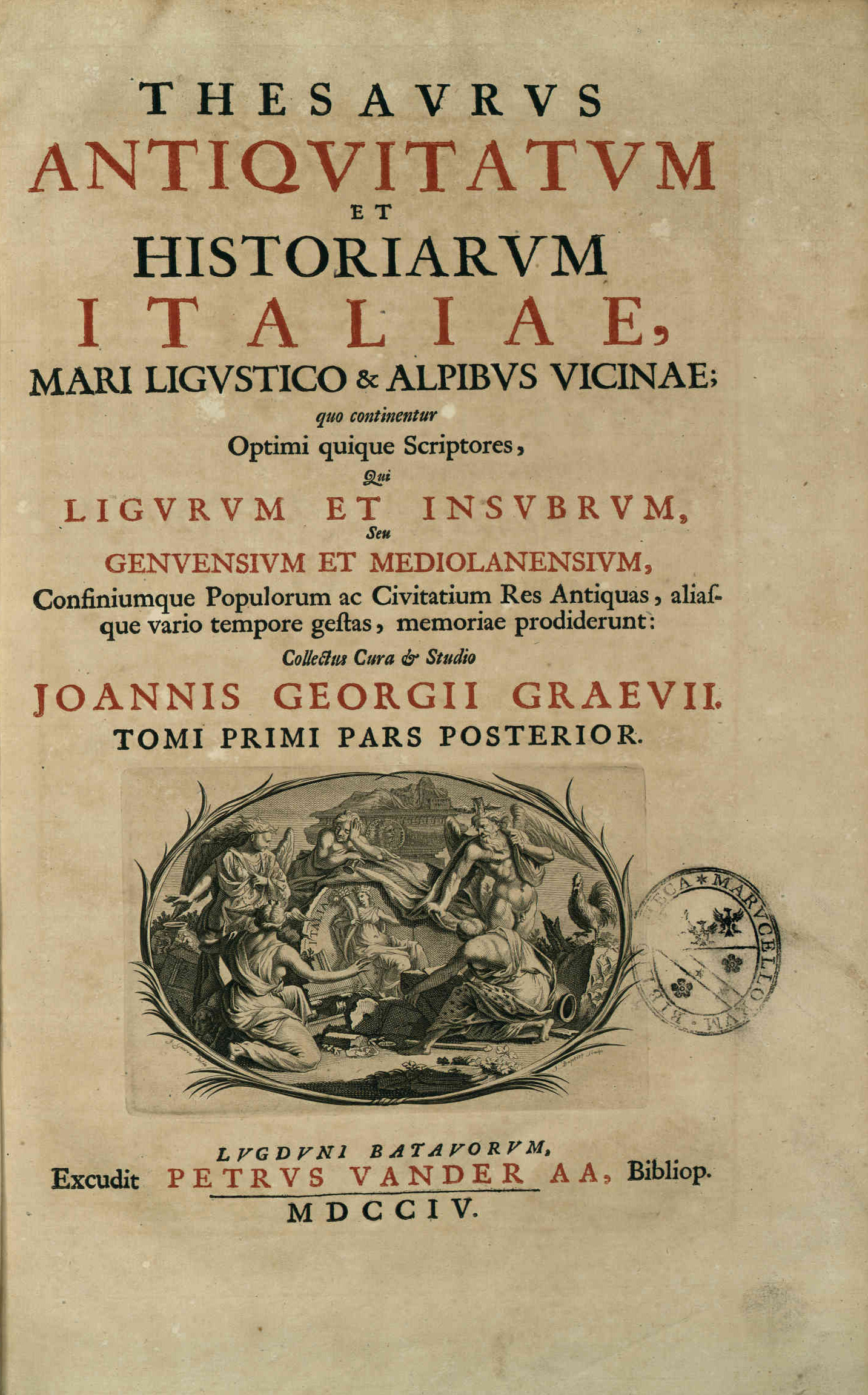
Thesaurus antiquitatum et historiarum Italiae, 1704

- Hesiodi Ascraei quae extant. Amsterdam 1667
- Justinus. Utrecht 1668
- Suetonius. Utrecht 1672
- Ciceronis Epistolarum libri XVI ad Familiares. Amst. 1677
- Catullus, Tibullus et Propertius. Utrecht 1680
- Florus. Utrecht 1680
- Ciceronis Epistolarum libri XIV ad Atticum. Amsterdam 1684
- Ciceronis De officiis libri III, Cato Maior, Laelius, Paradoxa, Somnium Scipionis. Amsterdam 1688
- Ciceronis Orationes. Amsterdam 1699
- Thesaurus Antiquitatum Romanarum. 12 Bände, Utrecht / Leiden 1694–1699 (Index)